# Quatrième concile du Latran
Le quatrième concile œcuménique du Latran (souvent nommé Latran IV) est le douzième concile œcuménique de l'Église catholique. Il s'est tenu au Latran en 1215 sur l'initiative du pape Innocent III. Le concile Latran IV marque l'apogée de la chrétienté médiévale et de la papauté après l'effort de renouveau inauguré, 150 ans plus tôt, par les réformateurs du XIe siècle (en particulier par Grégoire VII). Pendant les trois semaines que dure le concile, du 11 au 30 novembre 1215, de nombreuses décisions sont prises qui renforcent l'emprise du Saint-Siège sur la chrétienté occidentale.

## Motifs de la convocation et tenue du concile
Au début du XIIIe siècle, l'Église romaine est affaiblie par des courants spirituels qui se développent en son sein. Cathares et vaudois, notamment, mettent à mal l'unité catholique de l'Occident. Le pape Innocent III doit également faire face aux souverains d'Europe pour imposer la théocratie pontificale. Il cherche à donner des solutions plus générales à tous les problèmes qui se posent à l'Église, d'où l'idée d'un concile œcuménique. Il décide de convoquer un nouveau concile et de lui donner la plus grande ampleur possible. Par le concile de Latran IV, Innocent III souhaite lancer la cinquième croisade et réformer le monde chrétien sous une autorité pontificale forte. Il vise l'uniformisation des croyances, des pratiques de dévotion et de piété. La bulle d'indiction du concile, Vineam Domini Sabaoth, est publiée deux ans avant, le 19 avril 1213. Tous les évêques doivent se rendre à Rome sauf deux dans chaque province ecclésiastique qui resteront pour expédier les affaires courantes.
Le concile débute le 11 novembre 1215 après une allocution du pape : 80 provinces ecclésiastiques sont représentées, soit 412 évêques, 800 abbés ou prieurs auxquels il faut rajouter de nombreux délégués d'évêques ou d'abbés empêchés de venir. Pour la première fois, des évêques d'Europe centrale et orientale (Bohême, Hongrie, Pays Baltes) assistent aux débats. Plusieurs prélats orientaux, le patriarche des Maronites, Jérémiah al-Amchîti, qui se voit d'ailleurs reconnaître pendant le concile le titre de patriarche d'Antioche et la reine de Chypre sont présents. L'empereur Frédéric II, les rois de France, d'Angleterre, d'Aragon et de Hongrie ont envoyé des orateurs pour les représenter. Le concile de Latran IV représente vraiment toute la chrétienté catholique.
Le concile se tient en trois séances solennelles, les 11, 20 et 30 novembre 1215. Le déroulement des séances intermédiaires nous est connu par la relation dite de « l'Anonyme de Giessen ». Les débats prennent place par nations avant d'être portés devant le pape et les évêques. Des auditions ont lieu : ainsi, les comtes de Foix et de Toulouse, accusés d'hérésie, viennent plaider leur cause devant le concile. Lors de la séance de clôture, présidée par le pape Innocent III, le concile proclame la paix générale mais aussi un décret sur la croisade, promulgue ses décrets dont il nous reste 70 canons dogmatiques et disciplinaires.

## Les décisions du concile

### La lutte contre les hérésies
Le concile s'occupe en premier lieu de la question cathare. Dans leur premier canon, les pères conciliaires condamnent solennellement le catharisme et redéfinissent chaque point de la doctrine catholique contestée par les cathares. Ainsi, le concile réaffirme que seul Dieu est créateur de toute chose et que seul le prêtre peut administrer les sacrements. Il précise qu'aucun être n'est originellement mauvais et que le mal provient d'un acte libre de la créature : « Nous croyons fermement et nous professons simplement… un principe unique de l'univers, créateur de toutes les choses visibles et invisibles, spirituelles et corporelles : par sa force toute-puissante dès le commencement du temps, Il créa tout ensemble de rien l'une et l'autre créature, spirituelle et corporelle, à savoir celle des anges et celle du monde, puis la créature humaine, qui tient en quelque sorte de l'une et de l'autre puisqu'elle est composée d'esprit et de corps. Car le diable et les autres démons ont été créés par Dieu naturellement bons, mais ce sont eux qui d'eux-mêmes se sont rendus mauvais ; quant à l'homme, il a péché à l'instigation du diable.
Le canon 3 organise la répression de l'hérésie cathare. Il établit des tribunaux et l'essentiel de la procédure pour juger les hérétiques, embryon de la future Inquisition. Il ordonne que les hérétiques soient livrés au pouvoir séculier et que leurs biens soient saisis, que ceux qui protègent les hérétiques soient excommuniés et privés de toute fonction publique, que les évêques recherchent dans leurs diocèses les hérétiques. Le canon interdit aussi à quiconque de prêcher sans l'autorisation du pape ou de l'évêque. De plus, la croisade contre les hérétiques reçoit les mêmes privilèges que celle contre les musulmans en Terre sainte. Raymond VI, comte de Toulouse, est dépouillé de ses fiefs situés dans le royaume de France qui sont transférés à Simon de Montfort. Ses fiefs situés dans le Saint Empire romain germanique (Le marquisat de Provence) sont attribués à son fils Raymond VII.
Le concile condamne également les amauriciens, jugés coupables de panthéisme, et les œuvres de Joachim de Flore, accusé de trithéisme.
Plus généralement, le concile réaffirme les fondements de la politique catholique contre les hérétiques : les évêques sont chargés de débusquer les hérésies, et les autorités civiles doivent leur prêter concours. Dans le cadre du concile, le pape projette avec saint Dominique et Foulques, évêque de Toulouse l'établissement du futur Ordre des Frères Prêcheurs (ou dominicains).

### Le renforcement de l'exclusion des «Juifs et Sarrasins»
Concernant les juifs comme les musulmans, le concile décide qu'ils doivent porter sur eux une marque distinctive de leur différence (signum). L'objectif est d'instaurer ainsi le principe d'une ségrégation forcée. La justification donnée est que : 
« In nonnullis provinciis a christianis Iudæos seu Saracenos habitus distinguit diversitas sed in quibusdam sic quædam inolevit confusio ut nulla differentia discernantur.
Unde contingit interdum quod per errorem christiani Iudæorum seu Saracenorum et Iudæi seu Saraceni christianorum mulieribus commisceantur.

Ne igitur tam damnatæ commixtionis excessus per velamentum erroris huiusmodi excusationis ulterius possint habere diffugium statuimus ut tales utriusque sexus in omni christianorum provincia et omni tempore qualitate habitus publice ab aliis populis distinguantur cum etiam per Moysen hoc ipsum legatur eis iniunctum. »
« Dans certaines provinces, la différence dans l'habit distingue Juifs ou Sarrasins des chrétiens, mais dans d’autres s'est répandue une telle confusion qu'aucune différence ne les distingue.
Aussi arrive-t-il parfois que, par erreur, des chrétiens s'unissent à des femmes juives ou sarrasines et des Juifs ou des Sarrasins à des chrétiennes.

Afin que les excès de si damnables unions ne puissent plus trouver l'excuse d'une erreur due au vêtement, nous décidons que ces gens, de l'un et l'autre sexe, dans toute province chrétienne et en tout temps, seront distingués publiquement des autres peuples par leur habit, puisque nous lisons que cela même leur a été enjoint par Moïse. »

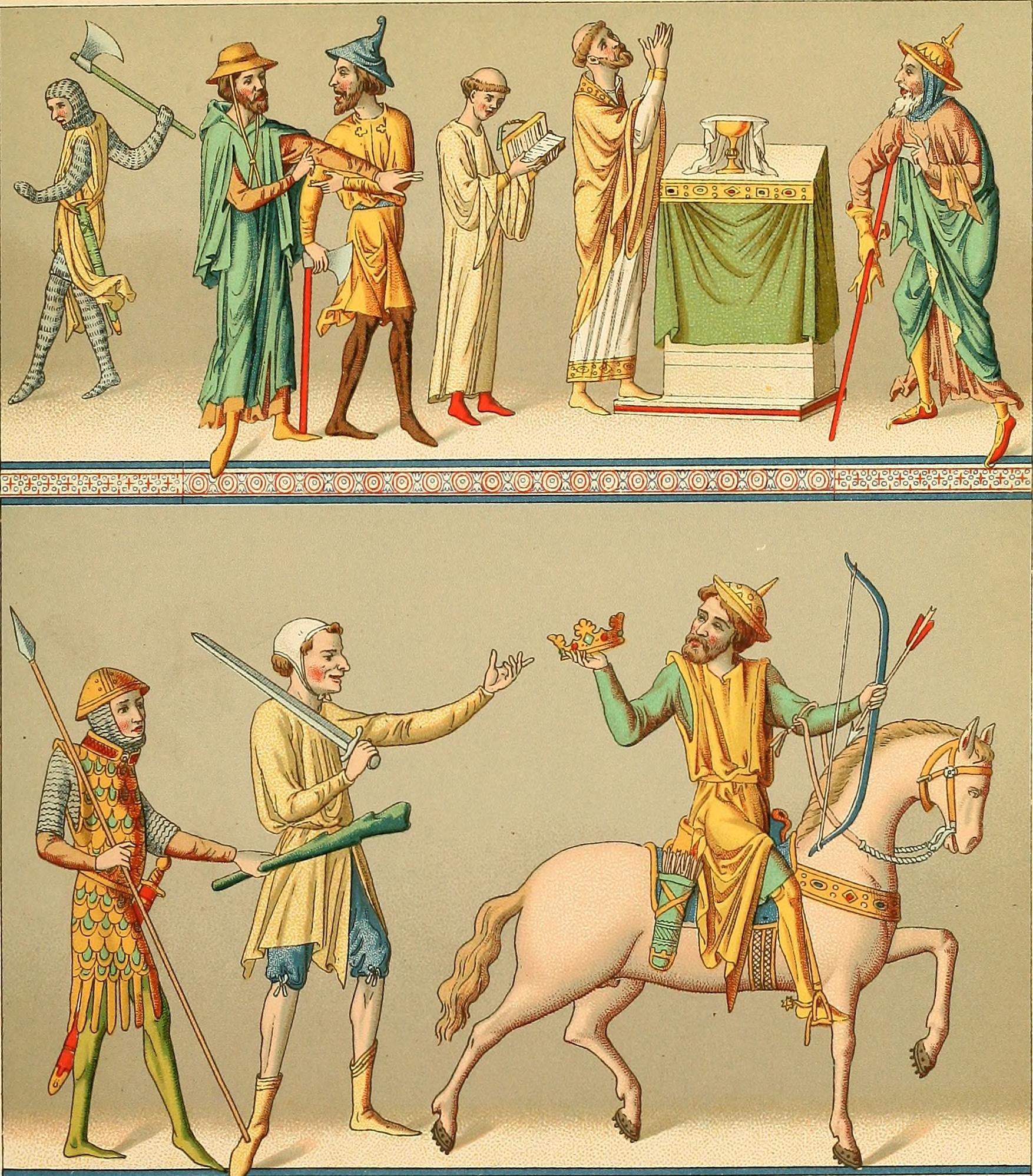
Au milieu des autres, on reconnaît les juifs à leur chapeau pointu (judenhut) en forme d'entonnoir renversé, XIIIe siècle.

La référence à Moïse semble renvoyer à la pratique générale juive consistant à se distinguer des non-juifs par le vêtement, plutôt qu'à un passage précis des Écritures : de fait, il n'est question dans celles-ci, en Lévitique 19:19, que de l'interdiction d'accoupler des bestiaux de races différentes et de celle de porter des vêtements tissés de fils différents ; et en Deutéronome 22:5,11, que de l'interdiction pour un homme de porter des habits de femme et inversement, et de celle à nouveau de porter des vêtements tissés de fils différents tels laine et lin.

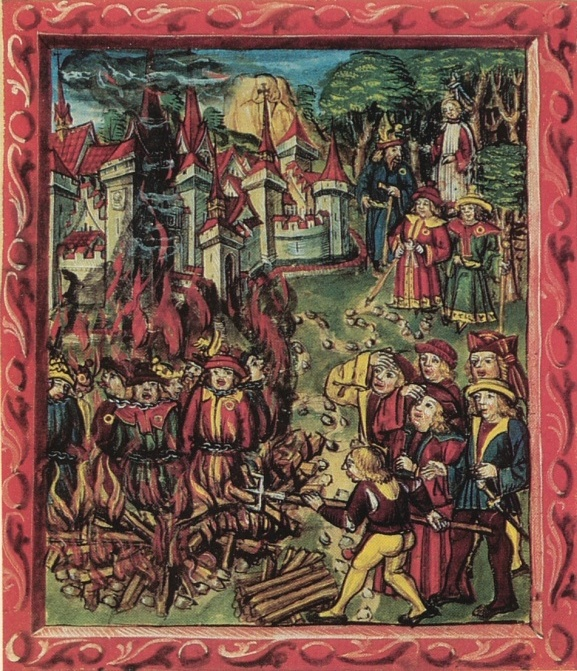
Juifs enchaînés et brûlés vifs, identifiables par la rouelle sur leur poitrine et le chapeau juif, imposés par le quatrième concile de Latran.

Par ailleurs, le concile interdit aux juifs d’occuper des fonctions d’autorité, d’avoir des relations professionnelles et sociales avec les chrétiens, de sortir pendant la Semaine sainte. Ces décisions furent diversement appliquées suivant les pays, des règles plus détaillées furent décrétées localement après de multiples relances des papes successifs auprès des souverains.
En Angleterre, l'obligation d'un signe en forme de Tables de la Loi avait été décrétée dès 1218, mais semble avoir été fort peu respectée jusqu'en 1279.
Dans le Saint Empire, le signe distinctif fut le « Judenhut » un chapeau particulier à bout pointu qui, au moins à l'origine, était considéré comme « un élément du costume traditionnel, plutôt que comme un élément discriminatoire ». Une loi à Breslau datant de 1267 dit que puisque les juifs ont arrêté de porter le chapeau pointu qu’ils avaient l'habitude de porter, son port devient maintenant obligatoire.
La rouelle, un signe en forme de roue, fut le signe distinctif imposé aux hommes. Les femmes mariées, quant à elles, devaient porter un voile appelé oralia ou coralia. Ces signes vestimentaires furent définis par plusieurs conciles régionaux dans le Sud du royaume de France à commencer par le concile de Narbonne en 1227. Il fut imposé à tout le royaume par Louis IX (dit « Saint Louis ») en 1269.
Quand Innocent III eut vent des violences infligées aux juifs à cause du signe distinctif qu'il leur avait imposé et les ayant conduits à une exposition dangereuse, il écrivit aux évêques de France de « laisser les juifs porter des vêtements par lesquels ils peuvent être distingués des chrétiens, mais pas de les forcer à en porter de tels qui pourraient mettre leur vie en péril ».

### La croisade
Le décret sur la croisade est le dernier du concile. Rendez-vous est donné aux croisés le 1er juin 1217 en Sicile, pour ceux qui partent par mer. Le concile ordonne la prédication de la nouvelle croisade dans toute la chrétienté. L'indulgence plénière est étendue à ceux qui contribuent à la construction de bateaux pour la croisade alors que jusque-là seuls les combattants en bénéficiaient. C'est un appel direct aux armateurs de villes italiennes.
Le concile rappelle la protection accordée par l'Église aux personnes et aux biens des croisés. Il décide par ailleurs de frapper les revenus ecclésiastiques d'un impôt d'un vingtième et les biens de pape et des cardinaux d'un impôt d'un dixième. Les décisions ont comme but d'associer toute la chrétienté à l'idéal des croisades et non pas seulement les combattants. Il suffit pour cela d'aider à l'organisation d'une cinquième croisade. Par ailleurs, interdiction est faite à nouveau de commercer avec les musulmans sous peine d'excommunication. Innocent III meurt peu après le concile, et finalement la croisade qu'il prêchait ne partira pas.

### La réforme de l'Église
La réforme des mœurs du clergé et de la discipline des laïcs semble pour Innocent III la parade à tout succès d'une hérésie.

#### La foi
Le symbole issu de Latran IV, contenu dans la constitution dogmatique De fide catholica, est cinq fois plus long que celui de Nicée-Constantinople : « Nous croyons fermement et nous confessons franchement qu'Unique est le vrai Dieu, éternel, immense et immuable, incompréhensible, tout-puissant et ineffable, Père et Fils et Saint-Esprit : trois personnes, en vérité, mais une seule essence, une substance ou nature absolument unique : le Père n'est de personne, le Fils est du Père seul, et le Saint-Esprit est également de l'Un et de l'Autre : Ils sont sans commencement, toujours, et sans fin : le Père engendre, le Fils naît, le Saint-Esprit procède : ils sont consubstantiels, et coégaux, et coomnipotents et coéternels : principe unique de toutes choses… »
Le concile affirme (principalement pour condamner les cathares) la Trinité et l'incarnation humaine du Christ, et introduit, sous l'influence des théologiens Pierre Lombard et Étienne Langton, le concept de la transsubstantiation qui est défini comme dogme pour la première fois dans un canon de l'Église catholique. Ainsi le premier canon du concile affirme : « Il y a une seule Église universelle des fidèles, en dehors de laquelle absolument personne n’est sauvé et dans laquelle le Christ est lui-même à la fois le prêtre et le sacrifice, lui dont le corps et le sang, dans le sacrement de l’autel, sont vraiment contenus sous les espèces du pain et du vin, le pain étant transsubstantié au corps et le sang au vin par la puissance divine, afin que, pour accomplir le mystère de l’unité, nous recevions nous-mêmes de lui ce qu’il a reçu de nous. » Le terme « transsubstantiation » indique le changement de substance du pain et du vin en le corps et le sang de Jésus-Christ. Il était apparu vers 1140. Toute la réflexion qui se développe sur ce sujet aboutit à la déclaration du Latran.
La définition de Dieu créateur unique implique que l'acte créatif embrasse toutes les entités existantes en dessous de Dieu, y compris celles spirituelles, à savoir les anges. Les anges font donc partie des entités créées par Dieu et sont eux aussi soumis à l'action divine qui les a fait naître. Ce sont des créatures de Dieu. Cela contre la doctrine albigeoise qui considérait l'homme comme un ange déchu et emprisonné dans la matière « produite » par Satan.

#### Les clercs
La simonie et le nicolaïsme sont de nouveau condamnés, de même que, pour les clercs, l'ivrognerie, le jeu, la participation aux festins et aux duels ou encore la pratique de la chirurgie. Il est rappelé que les contributions des fidèles sont volontaires et qu'il est hors de question de les tarifer.
Le concile insiste sur leur décence nécessaire : interdiction des habits de luxe, obligation d'assister aux offices, de garder les lieux de culte propres et convenables (canon 20). Trois décrets règlent les problèmes de la hiérarchie ecclésiastique. Chaque année les sièges métropolitains doivent tenir un synode provincial pour surveiller l'élection et le travail des évêques de la province. Les ordres religieux doivent tenir un chapitre général tous les trois ans. Il est de plus fait obligation aux évêchés qui le peuvent de fonder un séminaire pour former les prêtres.
Pour ce qui est des moines, la décadence de certains ordres comme Cîteaux est dénoncée. Le concile tente de faire payer la dîme à Cîteaux exemptée de son paiement depuis 1132, mais sans résultat probant. Le concile décide que toute nouvelle maison religieuse doit adopter une règle déjà reconnue, celles de saint Basile, de saint Augustin ou de saint Benoît.

#### Les laïcs
En ce qui concerne les laïcs, les sacrements font l'objet d'un travail de définition. C'est le cas par exemple pour la confession, mais aussi l'eucharistie : le décret Utriusque sexus impose la confession et la communion annuelles à tous les laïcs parvenus à l'âge de discrétion (annos discretionis : l'âge auquel on distingue le bien du mal) ou l'âge de raison. Il instaure la confession auriculaire (à l'oreille du prêtre) en remplacement de la confession publique, rare et réservée aux actes graves et connus de tous. Ce canon n'a jamais cessé d'être appliqué par l'Église catholique.
La qualité du mariage est mise en exergue comme l'un des sept sacrements et définie comme l'union de deux volontés plus que comme celle de deux corps. Cela signifie que le mariage ne peut être dissous que par la mort. La législation à ce sujet est affinée : la parenté minimale est ramenée à 4 degrés (au lieu de 7 depuis la réforme grégorienne), les bans deviennent obligatoires. Les évêques conciliaires n'autorisent que les mariages pour lesquels les deux conjoints, l'homme et la femme, ont publiquement exprimé leur consentement.
Le canon 62 règlemente la vénération des reliques. Il est interdit d'en vendre et d'en proposer de nouvelles sans autorisation du pape. Les récits de "faux" miracles sont interdits.
Enfin, dans le domaine judiciaire, l'ordalie (ou jugement de Dieu) est interdite.

## Bilan
Le IVe concile du Latran revêt une importance considérable dans l'histoire de l'Église. Après le concile de Trente, il est celui qui a inséré le plus grand nombre d'articles dans le droit canonique. Il a déployé des efforts importants pour moraliser l'Église et ses clercs, développer la pastorale auprès des fidèles, et accentuer la répression contre les hérétiques et la marginalisation des Juifs. Pour cela Innocent III jouit d’une mauvaise réputation dans les études juives, qui le qualifient de pape antijuif pour les plus modérés, voire de père de l’antisémitisme.